# 尾畑心一朗
尾畑 心一朗（おばた しんいちろう、1972年2月11日 - ）は、日本のゲームクリエイター。奈良市出身。
1994年、カプコンに入社、カプコンアーケードチームのゲームディレクターを務める。
2008年春、東京にてこれまでのノウハウを生かしプランナー&ディレクションに特化した開発会社、株式会社バイキングを設立し同代表（CEO）を務める。

## 作品
- マジシャンズデッド
- ガンスリンガー ストラトス
- 機動戦士ガンダム EXTREME VS.
- 機動戦士ガンダムSEED DESTINY 連合vs.Z.A.F.T.II
- 機動戦士ガンダムSEED 連合vs.Z.A.F.T.
- ヘビーメタル ジオマトリックス
- MARVEL VS. CAPCOM 2 NEW AGE OF HEROES
- ジョジョの奇妙な冒険 (対戦型格闘ゲーム)
- ヴァンパイアセイヴァー
- ストリートファイターIII
- 19XX -THE WAR AGAINST DESTINY-